# João III de Harcourt
João III de Harcourt (? – 9 de Novembro de 1329) "O torto" foi um Cavaleiro medieval francês, visconde de Châtellerault e de Saint-Sauveur, foi barão de Elbeuf, Senhor de Harcourt, de La Saussaye, de Brionne, de Lillebonne entra várias outras terras francesas.
Ao morrer em 9 de Novembro de 1329 foi sepultado no Priorado de Notre-Dame-du-Parc, fundada pelo seu avô João I de Harcourt nos domínios do seu castelo, o Castelo de Harcourt.

## Relações familiares
Foi filho de João II de Harcourt e de Joana de Châtellerault, viscondessa de Châtellerault, filha de Aimeri II de Châtellerault (1200 - 1242) e de Ágata de Aumale.
Casou com Alice de Barbante, Senhora de Mézières-en-Brenne, filha e herdeira de Godofredo de Brabante (1250 - 1302), e de Joana Isabel de Vierzon, de quem teve:
1. João IV Harcourt (1290 - 26 de Agosto de 1346), primeiro conde de Harcourt, casou com Isabel de Parthenay (1300 - 1357).
2. Luís de Harcourt, visconde de Saint-Paul e Senhor de Montgomery.
3. Godofredo de Harcourt, visconde de Saint-Sauveur e Marchal de Inglaterra.
4. Maria de Harcourt, casou com João II de Clère.
5. Isabel de Harcourt, casou com João II de Brienne, visconde de Beaumont.
6. Alice de Harcourt, casou com André de Chauvigny, Senhor de Chauvigny e de Châteauroux, morto em 1356 na Batalha de Poitiers.
7. Branca de Harcourt, casou com Hugo Quieret, Senhor de Tours-en-Vimeu, Almirante de França, Senescal de Beaucaire e de Nîmes, morto num combate naval contra os Ingleses em 1340.
8. Joana de Harcourt, casou com Henrique VI de Avaugour.